# Río Itantsa
El río Itantsa (del ruso: Итанца) es un río de Rusia que fluye por la república de Buriatia, en Siberia oriental. Es un afluente del río Selengá y por lo tanto un subafluente del Yeniséi por el Selengá, el lago Baikal y el río Angará.

## Geografía
La cuenca hidrográfica del Itantsa tiene una superficie de 2300 km². Su caudal medio en la desembocadura es de 10 m³/s. El río presenta una época de crecidas en primavera y verano, de mayo a septiembre. El periodo de estiaje se desarrolla en invierno.
El río nace en la parte meridional de los montes Yáblonoi, que se encuentran en la orilla oriental del lago Baikal. Discurre gobalmente en dirección sudoeste, siguiendo el eje de estos montes. Su calle está delimitado por las alturas que dominan el lago Baikal por el noroeste y los montes Jrulan-Burgas, que delimitan su cuenca por el sudeste y la separan de la del Uda. El río desemboca en el río Selengá por la orilla derecha a la altura de la localidad de Koma.

## Hidrometría - Caudal en Turuntayevo
El caudal del Itantsa ha sido observado durante 38 años (1960-1997) en Turutayevo, localidad situada a 22 km por encima de su confluencia con el Selengá.
El Itantsa es un río poco abundante. El caudal medio interanual del río en Turuntayevo es de 8.72 m³/s para una superficie tenida en cuenta de 2.120 km², lo que corresponde a más o menos el 93% de la cuenca, que tiene 2300 km². La lámina de agua que se vierte en esta cuenca es de 130 mm anuales, que puede ser considerada como mediocre.
El Itantsa presenta fluctuaciones estacionales clásicas de los ríos del norte de la cuenca del Selengá. Las crecidas se desarrollan en primavera, en el mes de mayo y resultan de la fusión de las nieves. En el mes de junio el caudal disminuye y se estabiliza rápidamente. Un segundo periodo de crecidas, menos importante que el primero, se desarrolla en verano (julio-agosto) bajo el efecto de las precipitaciones de la estación. Después el caudal baja progresivamente hasta final del otoño. En noviembre, con el invierno siberiano, sus nevadas y sus heladas, el río presenta entonces su estiaje de invierno, periodo que va de noviembre a principios de abril.
El caudal mensual medio observado en marzo (mínimo anual de estiaje) era de 1.52 m³/s, lo que corresponde a menos del 9% del caudal medio del mes de mayo (16.9 m³/s). La amplitud de las variaciones estacionales puede ser calificada de moderada. En el periodo de observación de 38 años, el caudal mensual mínimo se dio en febrero de 1980 (0.21 m³/s), mientras que el máximo se dio en mayo de 1968 (42 m³/s)
En lo que concierne al periodo libre de hielos (de mayo a septiembre), el caudal mensual mínimo alcanzaba los 4.80 m³/s en julio de 1969.
Caudal medio mensual del Itantsa (en m³/s) medido en la estación hidrométrica de Turuntayevo
Datos calculados en 38 años